# Wescley
Ne doit pas être confondu avec Weslley.
Wescley Gomes dos Santos est un footballeur brésilien né le 11 octobre 1991 à Rio de Janeiro. Il évolue au poste de milieu offensif.

## Biographie
Il marque 15 buts en deuxième division brésilienne avec les clubs de Santa Cruz et Ceará.